# Luc Vinet

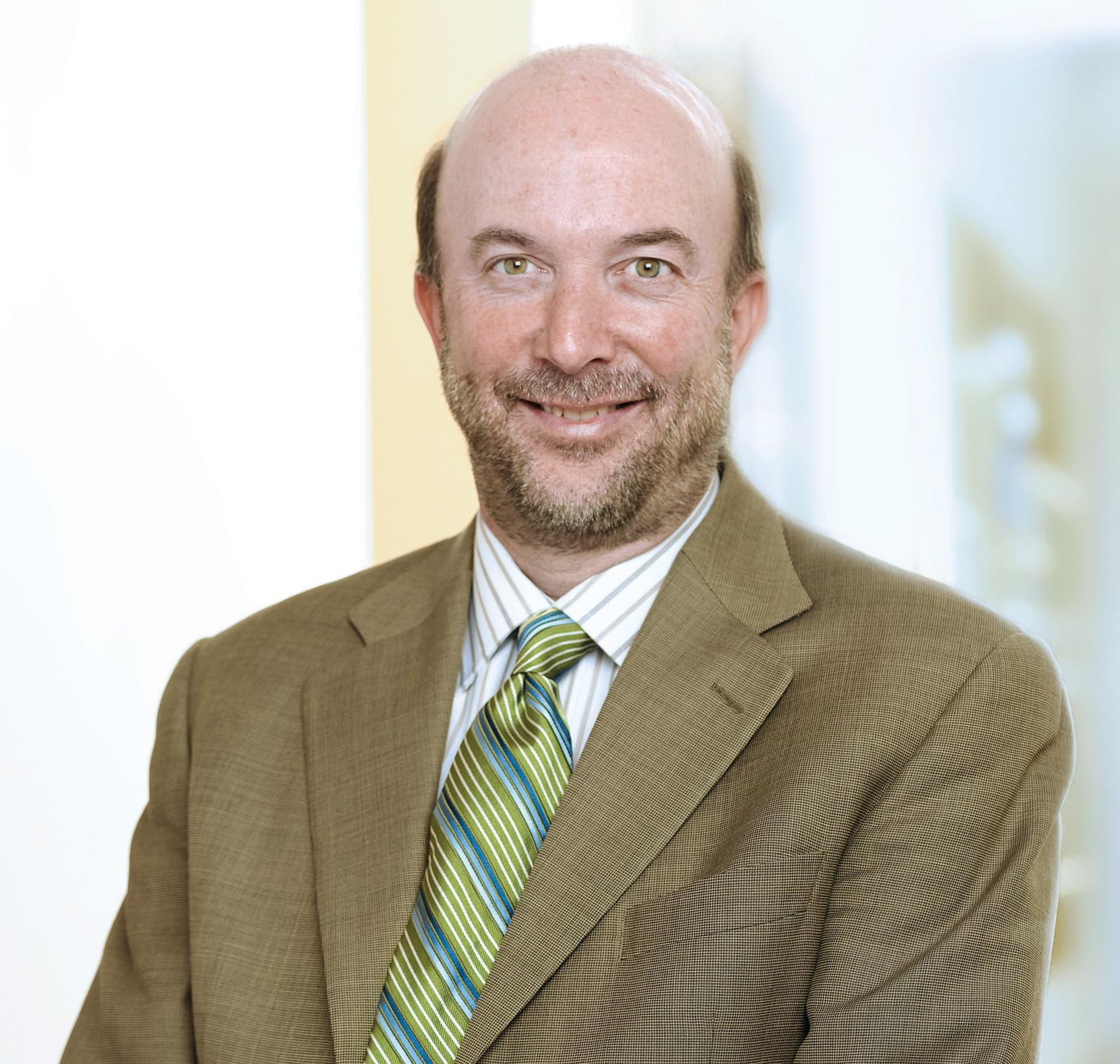
Luc Vinet 2012

Luc Vinet (* 16. April 1953 in Montreal) ist ein kanadischer theoretischer Physiker.
Vinet studierte an der Universität Paris VI (Pierre et Marie Curie) mit dem Doctorat de 3e cycle und an der Universität Montreal, an der er 1980 bei Pavel Winternitz promovierte (Ph.D.) (Solutions invariantes des equations de Yang-Mills dans l'espace de Minkowski). Als Post-Doktorand war er am Massachusetts Institute of Technology und lehrt seit Anfang der 1980er Jahre an der Universität Montreal. 1993 bis 1999 war er Direktor des Centre de Recherches Mathématiques (CRM) der Universität Montreal. 1999 wurde er Provost der McGill University und 2005 Rektor der Universität Montreal. In dieser Zeit initiierte er die Gründung eines weiteren Campus (in Outremont, MIL), die Gründung der School of Public Health, die Cité du Savoir in Laval und die Gründung des International Forum of Public Universities.
Er befasst sich mit integrablen Systemen, Eichfeldtheorien, Supersymmetrie, Quantenalgebren und Kombinatorik.
2012 erhielt er den CAP-CRM Prize. 2009 wurde er Offizier des Ordre des Palmes Académiques und 2017 Offizier des Ordre national du Québec. Er ist Fellow der American Mathematical Society und Ehrendoktor der Universität Claude-Bernard in Lyon (2006). 2009 erhielt er den Prix du Québec Armand-Frappier.

## Schriften (Auswahl)
- mit J. Harnad, S. Shnider: Group actions on principal bundles and invariance conditions for gauge fields, Journal of Mathematical Physics, Band 21, 1980, S. 2719–2724
- mit Eric D’Hoker: Supersymmetry of the Pauli equation in the presence of a magnetic monopole, Phys. Lett. B, Band 137, 1984, S. 72–76
- mit R. Floreanini, V. P. Spiridonov: q-Oscillator realizations of the quantum superalgebras slq(m, n) and ospq(m, 2n), Communications in Mathematical Physics, Band 137, 1991, S. 149–160
- mit R. Floreanini: q-Orthogonal polynomials and the oscillator quantum group, Letters in Mathematical Physics, Band 22, 1991, S. 45–54
- mit R. Floreanini: Quantum algebras and q-special functions, Annals of Physics, Band 221, 1993, S. 53–70
- mit P. Letourneau: Superintegrable systems: polynomial algebras and quasi-exactly solvable Hamiltonians, Annals of Physics, Band 243, 1995, S. 144–168
- mit L. Lapointe: Exact operator solution of the Calogero-Sutherland model, Communications in Mathematical Physics, Band 178, 1996, S. 425–452
- mit D. Levi, P. Winternitz: Lie group formalism for difference equations, Journal of Physics A: Mathematical and General, Band 30, 1997, S. 633
- mit A. Zhedanov: A ‘missing’family of classical orthogonal polynomials, Journal of Physics A: Mathematical and Theoretical, Band 44, 2011, S. 085201
- mit J. F. Van Diejen: Calogero—Moser—Sutherland Models, Springer 2012